# Nasushiobara
Nasushiobara (那須塩原市, Nasushiobara-shi) est une municipalité ayant le statut de ville (市, shi) dans la préfecture de Tochigi, au Japon. La ville a reçu ce statut en 2005, après la fusion de la ville de Kuroiso avec les bourgs de Shiobara (en) et Nishinasuno (en) du district de Nasu.

## Géographie

### Démographie
Le 1er avril 2017, la ville de Nasushiobara comptait 116 510 habitants (50,3 % de femmes) pour une superficie de 592,74 km2 soit une densité de 197 hab./km2.

## Transports
La gare de Nasushiobara est desservie par la ligne Shinkansen Tōhoku et la ligne Utsunomiya. On trouve aussi la gare de Kuroiso, sur la ligne Utsunomiya aussi.

## Culture
- Nasunogahara Harmony Hall

## Jumelages
- Hitachinaka (Japon) depuis 1990
- Namerikawa (Japon) depuis 1996
- Niiza (Japon) depuis 2000
- Linz (Autriche) depuis 2016[2]